# Enrico Franzoi
Enrico Franzoi (ur. 8 sierpnia 1982 w Mestre) – włoski kolarz przełajowy, szosowy i torowy, dwukrotny medalista przełajowych mistrzostw świata.

## Kariera
Pierwszy sukces w karierze Enrico Franzoi osiągnął w 2003 roku, kiedy zdobył złoty medal w kategorii U-23 podczas przełajowych mistrzostw świata w Monopoli. Na rozgrywanych cztery lata później mistrzostwach świata w Hooglede był trzeci w kategorii elite. W zawodach tych wyprzedzili go jedynie Belg Erwin Vervecken oraz Amerykanin Jonathan Page. Był także siódmy na rozgrywanych rok wcześniej mistrzostwach świata w Zeddam. Wielokrotnie zdobywał medale mistrzostw kraju w różnych kategoriach wiekowych. Najlepsze wyniki w Pucharze Świata w kolarstwie przełajowym osiągał w sezonie 2009/2010, kiedy był jedenasty w klasyfikacji generalnej. Brał też udział w wyścigach szosowych, gdzie jego największe sukcesy to zwycięstwo w jednym z etapów Vuelta a España 2008 (drużynowa jazda na czas) oraz ósme miejsce w wyścigu Paryż-Roubaix rok wcześniej.